# Dwane Casey
Pour les articles homonymes, voir Casey.
Dwane Casey, né le 17 avril 1957 à Morganfield dans le Kentucky, est un ancien joueur et entraîneur de basket-ball. Il occupe des places d'assistants en NCAA ou NBA avant d'être propulsé au statut d'entraîneur en chef pour les Timberwolves du Minnesota, puis les Raptors de Toronto et enfin les Pistons de Détroit. À l'intersaison 2023, il intègre la direction des Pistons.

## Biographie

### Enfance
Casey est né à Morganfield, Kentucky, et est diplômé de l'Union County High School en 1975.
Dans l'équipe universitaire de l'université du Kentucky, les Kentucky Wildcats, Casey affiche des moyennes en carrière de 1,3 points et 0,6 passe décisive par match. Casey occupe le poste de capitaine de l'équipe au cours de son année senior. Il est diplômé de l'université du Kentucky avec un diplôme en administration des affaires en 1979.

### Carrière d'entraîneur

#### Les débuts
Casey commence sa carrière d'entraîneur en 1979, comme entraîneur adjoint des Kentucky Wildcats. À la fin de mars 1988, des employés de la compagnie americaine de fret Emery Worldwide découvrent une enveloppe contenant 1 000 $ destinée à Claude Mills, père de Chris Mills jeune joueur que Kentucky désire faire venir pour évoluer avec les Kentucky Wildcats. L'expéditeur est alors identifié comme étant Casey qui occupe toujours un poste d'assistant au sein des Wildcats. L'université déclare alors que les preuves recueillies pendant l'enquête ne sont pas concluantes, et ne prouvent pas que Casey a envoyé l'argent. Le scandale entraîne toutefois la démission de Casey qui est de plus placé en probation pour 5 ans par la NCAA.

#### A l'étranger
Après sa démission du Kentucky, Casey a accepté un poste d’entraîneur dans le championnat japonais de basket-ball. Pendant son séjour là-bas, Casey a entraîner le Sekisui Chemical et Isuzu Motors Lynx. Il occupe également le poste d'entraîneur assistant de l'équipe nationale japonaise. Celle-ci participe sous sa direction au championnat du monde 1998 : durant cette compétition, le Japon, qui fait sa première apparition lors d'un mondial depuis 1967, termine à la quatorzième place.

#### Retour en NBA
Casey occupe ensuite un poste d'entraîneur adjoint pour les SuperSonics de Seattle. Durant les années où il occupe ce poste, l'équipe remporte quatre titres de division.
Casey obtient son premier poste d'entraîneur en chef d'une franchise NBA lors de la saison 2005-2006 : il prend la succession de Kevin McHale à la tête de Timberwolves du Minnesota. Il est congédié par sa franchise le 23 janvier 2007 bien que la franchise présente alors un bilan équilibré de 20 victoires, 20 défaites sur la saison. Son bilan avec les Timberwolves est de 53 victoires pour 69 défaites.
Pour la saison 2008-2009, il retrouve un poste d'entraîneur adjoint chez les Mavericks de Dallas. Durant la saison suivante, ceux-ci remportent un titre de division. En 2011, Dallas rejoint les finales NBA où ils sont opposés au Heat de Miami. Ils remportent le premier titre NBA de la franchise.

#### Raptors de Toronto
En juin 2011, il rejoint les Raptors de Toronto en remplacement de Jay Triano.
Les deux premières saisons de Casey avec les Raptors n’ont eu que peu de succès. L’équipe a dépassé les attentes dans la première saison mais pas dans la seconde. L’équipe n’a pas réussi à atteindre les playoffs les deux saisons. Au cours de sa troisième saison avec l’équipe, il a réussi à établir un nouveau record du plus grand nombre de victoires en saison régulière, en plus d'un titre de division Atlantique, et sa première apparition en playoffs en six ans.
Le 6 mai 2014, un jour après avoir été éliminé des playoffs, Casey et les Raptors ont accepté une prolongation de contrat de trois ans.
Le 1er novembre 2015, Casey a battu le record de franchise de Sam Mitchell pour le nombre de victoires en saison régulière, obtenant sa 157e victoire contre les Bucks de Milwaukee sur un score de 106-87.
Le 18 mars 2016, Casey est devenu le premier entraîneur principal des Raptors à atteindre 200 victoires avec la franchise dans une victoire sur les Pacers de l'Indiana avec une victoire 101-94, et douze jours plus tard, dans une victoire 105-97 sur les Hawks d'Atlanta, il emmène les Raptors à sa première saison à au moins 50 victoires dans l’histoire de la franchise.
Le 1er mai 2016, Casey permet aux Raptors de remporter le premier match 7, dans l'histoire de la franchise, avec une victoire 89-84 contre les Pacers de l'Indiana lors du premier tour des playoffs 2016. Le 15 mai, il emmène les Raptors à leur première apparition en finale de conférence, dans l’histoire de la franchise, avec une victoire 116-89 sur le Heat de Miami avant de s'incliner face aux Cavaliers de Cleveland en six matchs. Le 7 juin, il a convenu, avec les Raptors, d’une prolongation de contrat.
Le 28 janvier 2018, Casey est devenu le premier entraîneur de l’histoire des Raptors, à être sélectionné pour le NBA All-Star Game. Le 11 février 2018, il célèbre sa 300e victoire en tant qu’entraîneur des Raptors. Les Raptors de Casey ont établi des records du nombre de victoires et de points en saison régulière, terminant premiers de la conférence Est. En playoffs, les Raptors ont battu les Wizards de Washington en six matchs et ont ensuite été éliminés en quatre matchs par les Cavaliers de Cleveland , menés par LeBron James. Après sept ans en tant qu'entraîneur des Raptors, il est renvoyé le 11 mai 2018 de son poste, malgré avoir été nommé NBA Coach of the Year par ses pairs.

#### Pistons de Détroit
Le 11 juin, il devient l'entraîneur des Pistons de Détroit. Le 14 novembre 2018, il retourne à la Scotiabank Arena, pour son premier face-à-face avec les Raptors de Toronto depuis son licenciement. Son équipe des Pistons remporte le match sur le score de 106-104. Lors des playoffs 2019, les Pistons sont éliminés au premier tour, tandis que son ancienne équipe, les Raptors, remportent les Finales NBA face aux Warriors de Golden State. Le 9 avril 2023, il annonce quitter son poste d'entraîneur en chef des Pistons pour intégrer le front office de la même franchise et ainsi pouvoir passer plus de temps avec ses proches.

## Palmarès

### Entraîneur principal
- 1x NBA Coach of the Year en 2018
- 1x entraîneur du NBA All-Star Game en 2018

### Entraîneur assistant
- 1x Champion NBA en 2011

## Statistiques en tant qu'entraîneur
| Entraîneur de l'année | Participation en playoffs |

| Équipe    | Année     | Saison régulière | Saison régulière | Saison régulière | Saison régulière | Saison régulière           | Playoffs | Playoffs  | Playoffs | Playoffs | Playoffs                                                                |
| Équipe    | Année     | Matchs           | Victoires        | Défaites         | %                | Classement                 | Matchs   | Victoires | Défaites | %        | Résultat                                                                |
| --------- | --------- | ---------------- | ---------------- | ---------------- | ---------------- | -------------------------- | -------- | --------- | -------- | -------- | ----------------------------------------------------------------------- |
| Minnesota | 2005-2006 | 82               | 33               | 49               | 40,2             | 3e en division Nord-Ouest  | -        | -         | -        | -        | Pas de playoffs                                                         |
| Minnesota | 2006-2007 | 40               | 20               | 20               | 50,0             | Limogé                     | -        | -         | -        | -        | -                                                                       |
| Toronto   | 2011-2012 | 66               | 23               | 43               | 34,8             | 4e en division Atlantique  | -        | -         | -        | -        | Pas de playoffs                                                         |
| Toronto   | 2012-2013 | 82               | 34               | 48               | 41,5             | 5e en division Atlantique  | -        | -         | -        | -        | Pas de playoffs                                                         |
| Toronto   | 2013-2014 | 82               | 48               | 34               | 58,5             | 1er en division Atlantique | 7        | 3         | 4        | 42,9     | Défaite contre les Nets de Brooklyn au premier tour                     |
| Toronto   | 2014-2015 | 82               | 49               | 33               | 59,8             | 1er en division Atlantique | 4        | 0         | 4        | 0        | Défaite contre les Wizards de Washington au premier tour                |
| Toronto   | 2015-2016 | 82               | 56               | 26               | 68,3             | 1er en division Atlantique | 20       | 10        | 10       | 50,0     | Défaite contre les Cavaliers de Cleveland en finale de Conférence       |
| Toronto   | 2016-2017 | 82               | 51               | 31               | 62,2             | 2e en division Atlantique  | 10       | 4         | 6        | 40,0     | Défaite contre les Cavaliers de Cleveland en demi-finales de conférence |
| Toronto   | 2017-2018 | 82               | 59               | 23               | 72,0             | 1er en division Atlantique | 10       | 4         | 6        | 40,0     | Défaite contre les Cavaliers de Cleveland en demi-finales de conférence |
| Détroit   | 2018-2019 | 82               | 41               | 41               | 50,0             | 3e en division Centrale    | 4        | 0         | 4        | 0        | Défaite contre les Bucks de Milwaukee au premier tour                   |
| Détroit   | 2019-2020 | 66               | 20               | 46               | 30,3             | 4e en division Centrale    | -        | -         | -        | -        | Pas de playoffs                                                         |
| Détroit   | 2020-2021 | 72               | 20               | 52               | 27,8             | 5e en division Centrale    | -        | -         | -        | -        | Pas de playoffs                                                         |
| Détroit   | 2021-2022 | 82               | 23               | 59               | 28,0             | 5e en division Centrale    | -        | -         | -        | -        | Pas de playoffs                                                         |
| Détroit   | 2022-2023 | 82               | 17               | 65               | 20,7             | 5e en division Centrale    | -        | -         | -        | -        | Pas de playoffs                                                         |
| Total     | Total     | 1064             | 494              | 570              | 46,4             |                            | 55       | 21        | 34       | 38,2     |                                                                         |